# Sobrecedo
Sobrecedo (llamada oficialmente Santiago de Sobrecedo) es una parroquia española del municipio de Taboada, en la provincia de Lugo, Galicia.

## Organización territorial
La parroquia está formada por catorce entidades de población, constando ocho de ellas en el nomenclátor del Instituto Nacional de Estadística español:

### Entidades de población
Entidades de población que forman parte de la parroquia:
- A Aldea de Arriba
- Alto de San Roque (O Alto de San Roque)
- Fonte (A Fonte)
- Framil
- Outeiro
- San Andrés (Santo André)
- Sítimas (As Sítimas)
- Sobrecedo de Baixo (Sobrecedo de Abaixo)
- Sobrecedo de Riba (Sobrecedo de Arriba)
- Suasítimas
- Touza (A Touza)

### Despoblados
Despoblados que forman parte de la parroquia:
- Igrexa (Airexe)
- Laxe (A Laxa)
- Sestelo (O Sestelo)

## Demografía
| Gráfica de evolución demográfica de Sobrecedo entre 2000 y 2021 |
|                                                                 |
| Datos según el nomenclátor publicado por el INE.                |